# Pataeta conspicienda
Pataeta conspicienda là một loài bướm đêm trong họ Noctuidae.